# Augenbadewanne

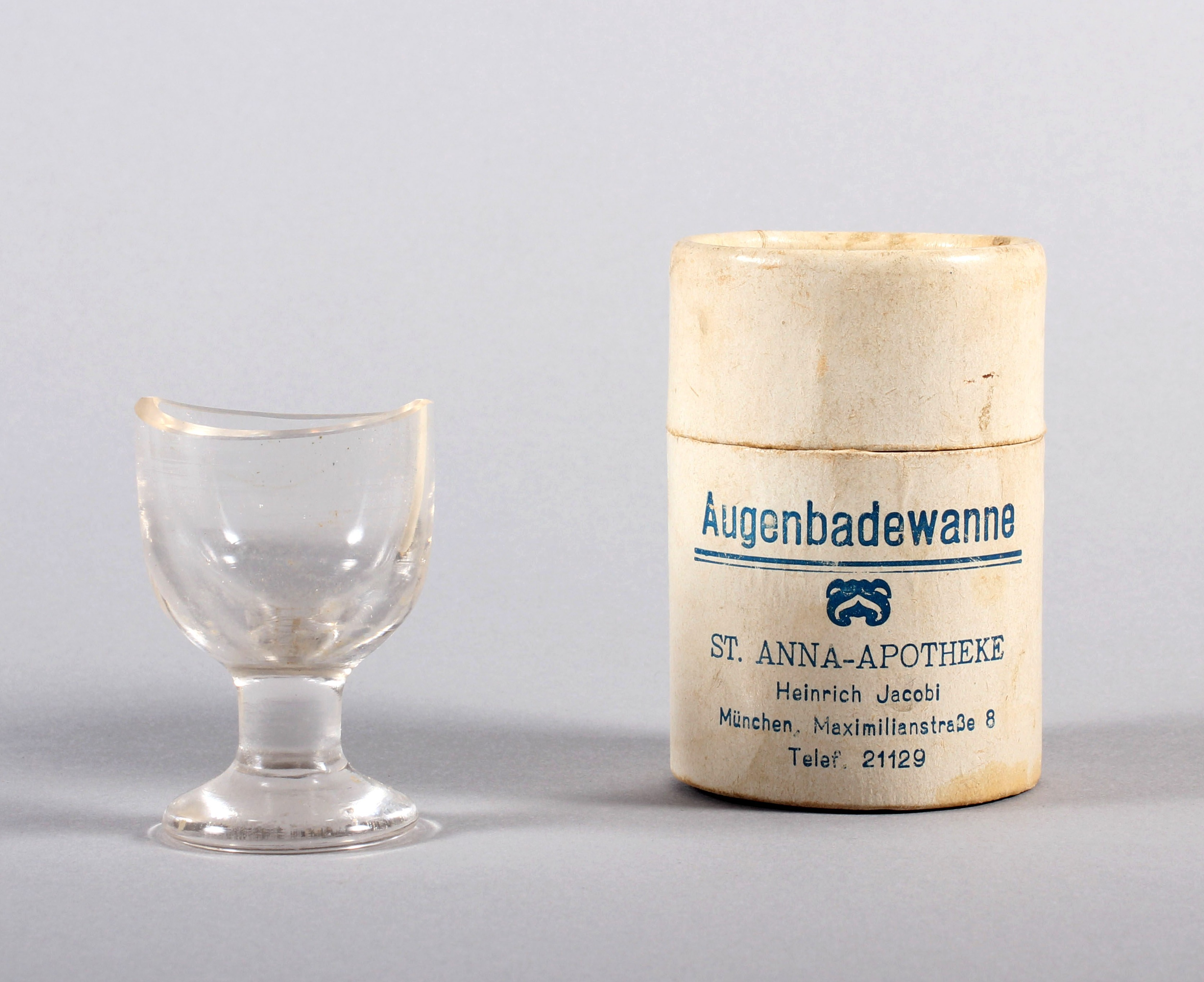
Augenbadewanne

Eine Augenbadewanne ist ein Behälter aus Glas, Porzellan oder Kunststoff mit einer der Größe des Auges entsprechenden ovalen Öffnung und einem Fuß. Augenbadewannen werden zur Anwendung von Medikamenten (Ophthalmika) in flüssiger Form am Auge benutzt. Dazu werden sie mit ihrer Längsseite an das Unterlid gedrückt und gekippt, so dass die Flüssigkeit in den Bindehautsack gelangt und das Auge bedeckt. Ebenso wird die Augenbadewanne verwendet, um das Auge zu reinigen, was erforderlich sein kann, wenn die gewöhnliche Selbstreinigung des Auges nicht funktioniert (zum Beispiel bei Unterfunktion der Meibom-Drüsen).
Von der traditionellen Anwendung mit wässrigen Auszügen von Augentrost (Herba euphrasiae) oder Kamille (Flores chamomillae) wird heute aufgrund der möglichen allergischen Reaktionen und der Möglichkeit einer Keimbelastung abgeraten. Verwendung findet die Augenbadewanne heute nur noch in der Alternativmedizin. In der evidenzbasierten Medizin wird diese Anwendung zumeist abgelehnt.